# Inó (település)
Inó település Romániában, Szilágy megyében.

## Fekvése
Szilágy megyében, a Szamos bal partján, Szilágycsehtől délkeletre, Szamosszéplak és Szamosudvarhely között fekvő település.

## Története
Inó nevét az oklevelek 1387-ben említették először, mint az aranyosi vár tartozékát.
1387-ben Zsigmond király a Kusalyi Jakcs mester fiainak: György, István és András királyi kincstárnokoknak, beregvármegyei főispánoknak adott. A birtokot a király Széplakkal Barla fiától Istvántól cserélte Máramaros vármegyei birtokért.
1549-ben Kővár tartozéka volt.

## Nevezetességek
- Görögkatolikus fatemploma 1832-ben épült.